# Justin Verlander
Justin Brooks Verlander (Manakin-Sabot, 20 de fevereiro de 1983) é um arremessador de beisebol. Ele jogou no Detroit Tigers por 13 temporadas, e, em Agosto de 2017, trasnferiu-se para o Houston Astros. Foi segunda escolha geral no Draft de 2004. Sua primeira partida como profissional na liga principal (MLB) foi em 4 de julho de 2005.
No Tigers, Verlander foi o Novato do ano em 2006. Em 12 de junho de 2007, ele lançou um no-hitter - o primeiro no Comerica Park - contra o Milwaukee Brewers. Além de ter vencido um MVP e Cy Young.
Justin Verlander é considerado como o melhor arremessador da história do Tigers, e consequentemente um ídolo em Detroit.